# Valorie Curry

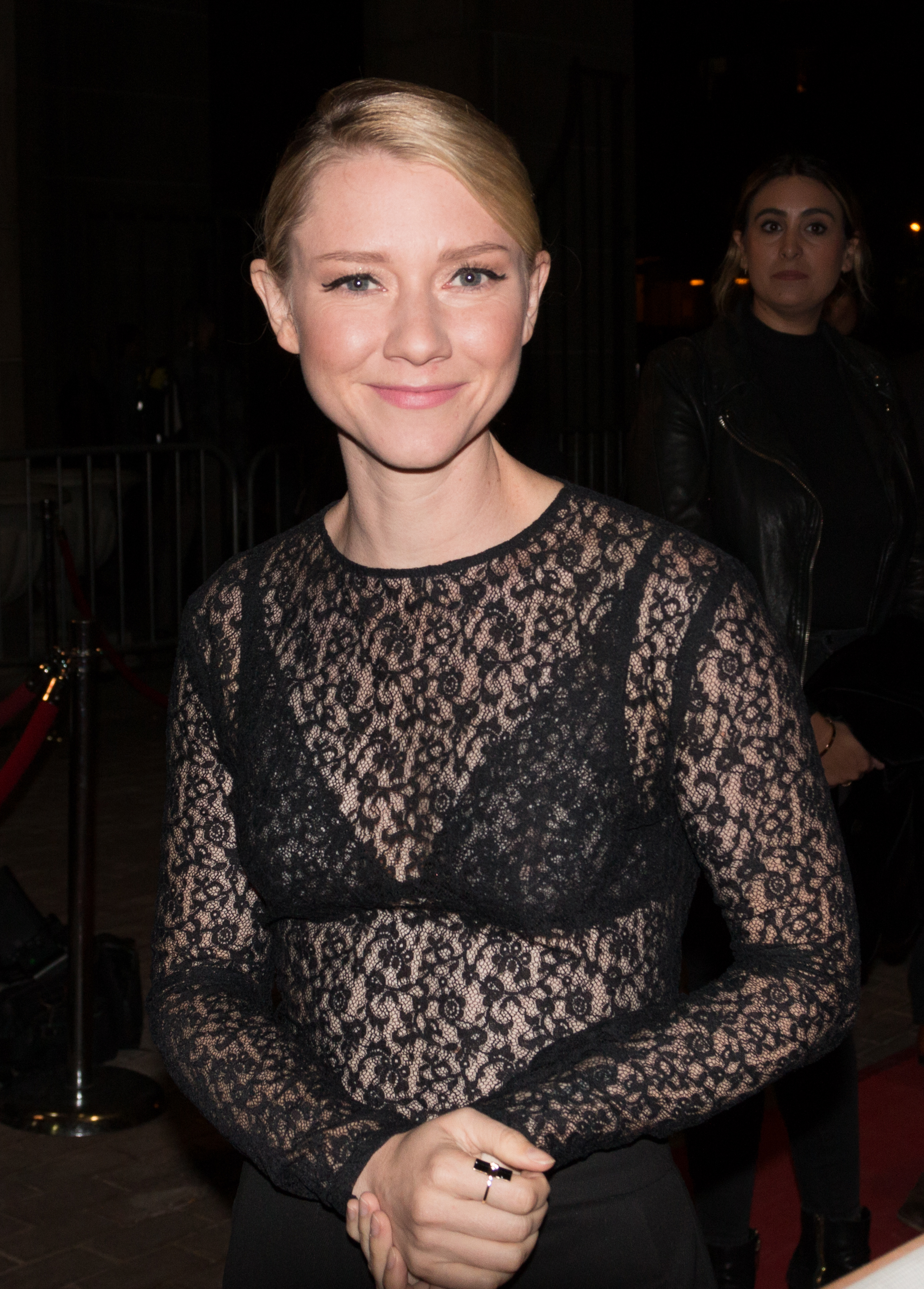
Valorie Curry beim Toronto International Film Festival 2016

Valorie May Curry (* 12. Februar 1986 in Los Angeles, Kalifornien) ist eine amerikanische Schauspielerin.

## Leben
Valorie Curry wuchs im kalifornischen Orange County auf und besuchte dort bis zu ihrem Abschluss 2004 die Sonora High School in La Habra. Anschließend studierte sie Theater an der California State University, Fullerton und beendete ihr Studium mit dem Bachelor of Arts.
Nachdem Curry bereits zu Beginn ihres Studiums eine wiederkehrende Nebenrolle in der Fernsehserie Veronica Mars hatte, war sie an der Universität unter anderem in studentischen Theateraufführungen von Jim Leonards The Diviners (einschließlich eines Gastspiels am Kennedy Center for the Performing Arts) und William Inges Bus Stop zu sehen. Später spielte sie unter anderem am La Mirada Theatre in The Diary of Anne Frank von Frances Goodrich und Albert Hackett. Seit 2011 ist sie Mitglied der Coeurage Theatre Company in Los Angeles und trat dort in Aufführungen von Double Falsehood (von Lewis Theobald nach Shakespeare und Fletcher) und Lanford Wilsons Balm in Gilead auf.
Nach Abschluss ihres Studiums nahm Curry auch die Film- und Fernseharbeit wieder auf. Im 2011 gedrehten letzten Teil der Twilight-Saga hatte sie eine kleine Rolle als Vampirnomadin Charlotte. Im Fernsehen gastierte sie in Episoden von CSI: NY und Psych. Einem breiteren Publikum wurde sie 2013 durch die Serie The Following von Kevin Williamson bekannt. Dort spielte sie bis 2014 Emma Hill, eine Schlüsselfigur in der Anhängerschaft des von James Purefoy verkörperten Literaturprofessors und Serienkillers Joe Carroll. Sie übernahm im 2018 veröffentlichten Videospiel Detroit: Become Human von Quantic Dream die Rolle der Kara, die sie bereits 2012 in einer Tech-Demo verkörpert hat.

## Filmografie (Auswahl)
- 2005–2006: Veronica Mars (Fernsehserie, 6 Episoden)
- 2011: CSI: NY (Fernsehserie, Episode 8x01)
- 2012: Psych (Fernsehserie, Episode 6x11)
- 2012: Breaking Dawn – Biss zum Ende der Nacht, Teil 2 (The Twilight Saga: Breaking Dawn – Part 2)
- 2013–2014: The Following (Fernsehserie, 29 Episoden)
- 2015–2016: House of Lies (Fernsehserie, 10 Episoden)
- 2016: Amerikanisches Idyll (American Pastoral)
- 2016: Blair Witch
- 2016–2019: The Tick (Fernsehserie, 22 Episoden)
- 2018: Detroit: Become Human (Videospiel, Stimme)
- 2019: After Darkness
- 2019: Inherit the Viper
- 2021: The Lost Symbol (Fernsehserie, 10 Episoden)
- 2024: The Boys (Fernsehserie)